# Cat Hellisen
Œuvres principales
When the Sea is Rising Red, House of Sand and Secrets, Beastkeeper
Cat Hellisen, née le 31 mai 1977, est une personnalité sud-africaine, connue pour ses romans fantastiques When the Sea is Rising Red, House of Sand and Secrets et Beastkeeper.

## Biographie
Cat Hellisen nait au Cap et déménage ensuite à Johannesbourg, en Afrique du Sud et à Nottingham, Angleterre et Écosse. Cat Hellisen se déclare pan et non-binaire.

## Prix
En 2015, Cat Hellisen remporte le prix Short Story Day Africa au Ake Arts & Book Festival au Nigeria, présenté par le juge du prix Abubakar Adam Ibrahim, pour son histoire The Worme Bridge.
En 2023, Hellisen fait partie des personnes lauréates du prix British Fantasy pour sa nouvelle Cast Long Shadows.

## Publications

### Romans
- (en) When the Sea is Rising Red, Farrar, Straus et Giroux, 2012 (ISBN 978-0-374-36475-5).
- (en) Beastkeeper, Henry Holt, 2013 (ISBN 9781250073648)[5].
- (en) House of Sand and Secrets, Folded Wherry, 2013 (ISBN 9781070134413)[6].
- (en) Charm, Smashwords, 2015 (ISBN 9781974669158)[7].

### Histoires courtes
- This Reflection of Me (Jabberwocky n°3, 2007)[8]
- The Subtle Thief (Something Wicked n°4, 2007)[9],[10]
- Jack of Spades, Reversed (Something Wicked n°17, 2012)[9],[11]
- Mother, Crone, Maiden (Tor.com, 2012)[12],[13]
- Waking (Apex, 2014)[14]
- The Girls Who Go Below (The Magazine of Fantasy and Science Fictio, 2014)[15]
- Mouse Teeth (Terra Incognita, Short Story day Africa Collection, 2015)[16]
- Serein (Shimmer n°26, juillet 2015)[17]
- Golden Wing, Silver Eye (Anthologie Ghost in the Cogs, Broken Eye Books, 31 octobre 2015)[18]
- I'm Only Going Over (Daily Science Fiction, 11 décembre 2015)[19]
- The Face of Jarry (Dreams From the Witch House: Female Voices of Lovecraftian Horror, 2016)[20]
- The Worme Bridge (Water, collection Short Story Day Africa, 2016)[21]
- A Green Silk Dress and a Wedding-Death (The Magazine of Fantasy and Science Fiction, mars/avril 2017)[22]

## Critiques
Publishers Weekly écrit à propos de When The Sea Is Rising Red : « Le style d'Hellisen présente des descriptions évocatrices et des détails sans faille, attirant les lecteurs vers les éléments inhabituels et intrigants qui composent le monde socialement complexe de Felicita » tandis que Kirkus dit que « la construction du monde intrigue, et la conclusion ouverte appelle une suite ». Dans une critique étoilée, The Bulletin of the Center for Children's Books écrit : « Sombre, inquiétant et pas entièrement rédempteur, c'est un regard intense sur les germes de la rébellion et les conséquences individuelles qu'elles engendrent parfois. ».
Kirkus qualifie la narration de Beastkeeper de « … réfléchie et lyrique. La prose figurative est mémorable mais jamais tape-à-l’œil » dans une critique étoilée. Publishers Weekly lui attribue également une étoile en déclarant : « Mélangeant les problèmes des temps modernes et les anciennes malédictions magiques, le roman de Hellisen (When the Sea Is Rising Red) scintille comme un conte de fées classique, même s'il sonde des vérités désagréables ». The Bulletin of the Center for Children's Books suggère dans une critique étoilée que « les fans plus âgés des contes de fées et de leurs récits se délecteront de cette histoire poétique, tragique et épique d'une jeune fille qui est confrontée au pire de ce que les gens peuvent choisir et décide à la place sortir de la malédiction et tracer sa propre voie ». Voya donne une autre étoile et écrit : « Beastkeeper est un éclat de roman brillant et magnifique. . . Chaque page scintille de magie ».
Les juges du Short Story Day Africa 2015 déclarent à propos de « The Worme Bridge » : « L'histoire construit sans effort un autre type de réalité tout en s'enracinant dans le monde réel. L'écriture est prenante : le lecteur est entraîné dans cette famille et dans l'étrangeté qui l'envahit. Nous avons trouvé qu’il s’agissait d’un écrit puissant qui continue de hanter le lecteur par la suite ».